# 太宰久雄
太宰 久雄（だざい ひさお、1923年〈大正12年〉12月26日 - 1998年〈平成10年〉11月20日）は、日本の俳優。大宰 久雄と表記されることもある。
映画『男はつらいよ』シリーズのタコ社長（桂梅太郎）役で有名な俳優である。同映画において渥美清演じる車寅次郎との掛け合いは見所のひとつであった。

## 来歴・人物
東京市浅草区千束町（現在の東京都台東区浅草千束）出身。浅草の荒物雑穀商、海苔問屋・佐野屋の息子として生まれる。タコ社長役で見られた髪型は、父・久吉をモデルにしたもので、当時の浅草の海苔問屋の商人たちの間で流行っていた髪形であるといわれている。この独特のウェーブは魚の鯔の背中の姿を模しているため、イナセと呼ばれる江戸時代に流行ったスタイルでもあった。
中学時代に軍事教練で、機関銃を間近で撃たれた影響により耳が少々悪くなる。それ以来声が他人より一オクターブ高くなってしまった。それがコンプレックスであったものの、後に俳優として活きることにもなる。
元々俳優志望ではなく、昭和第一商業学校（現在の昭和第一高等学校）を経て日本大学商学部を中退後、実家の海苔問屋を手伝った時期もあり、いずれは家業を継ぐつもりであったが、東京大空襲で店が全焼してしまう。戦後間もない1946年に、生活の道を求めてNHK東京放送劇団に2期生として入団した。独特の高い声を活かしてラジオの声優として活動した。この頃に三崎千恵子など、後の『男はつらいよ』シリーズで共演する人たちと知り合う。
役者としてステップアップするために、1955年からフリーとして活動する。東京タレントクラブに所属したり、TBSの専属となった時期もある。
その後、黎明期であったテレビで活動した。特徴的な声質から外国作品の吹き替えの仕事も多かった。1965年、フランク・シナトラ監督・主演の日米合作映画『勇者のみ』での演技が高く評価される。1967年5月7日には渥美清演じるドラマ『渥美清の泣いてたまるか』に出演し、掛け合いの面白さが注目される。
後に、渥美の代表作『男はつらいよ』シリーズで「とらや」（第40作以降は「くるまや」）の裏で印刷工場の朝日印刷所（第4作までの社名は「共栄印刷」）を営む、気は短く一言多いがどこか憎めない「タコ社長」の役で48作に出演し、渥美演じる寅次郎との掛け合いのシーンは、映画館やお茶の間を爆笑の渦に巻き込んだ。また、山田洋次作品常連として、『男はつらいよ』以外の数々の作品にも出演している。
プライベートでは1970年に前妻で女優の小野舜子を癌で亡くし、三崎千恵子の紹介で知り合った雅子と1977年に再婚した。
1987年頃からは仕事上のストレスによる飲み過ぎから糖尿病との闘病が続いたため、『男はつらいよ』での出番が少なくなり、メディアの露出も控え気味だった。そのため、死の3年前に出演した『男はつらいよ 寅次郎紅の花』が最後の出演作品となった。1996年7月、糖尿病による視力障害の検査で病院に訪れた際に癌が見つかり告知された。入院中だった同年8月、渥美清が死去した。同年の8月13日に松竹大船撮影所で開かれた「寅さんとのお別れの会」に出席した後は見舞いも断っていたという。
1998年11月20日（金曜日）午後2時15分、胃癌のため東京大学医学部附属病院分院で死去した。74歳没(享年75)。墓所は台東区蔵前の西福寺。
『葬式無用。弔問供物辞すること。生者は死者のため煩わさるべからず。平成9年2月26日　太宰久雄』という妻宛の遺言と共に、その死が公表されたのは10日後だった。三崎千恵子に「このまま伏せておくのはどうかしら」と言われた妻の雅子が松竹に相談してのことだった。この遺言は、公表翌日の朝日新聞「天声人語」などで取り上げられ、死のあり方について一石を投じた。

## エピソード
- 『男はつらいよ』シリーズで太宰と共演した俳優の前田吟によると、大変シャイな性格で人前で話をしたり、演技をするのが苦手だった。そして大変な苦労人でもあり、努力家であった。
- フリーになってから数年間は試行錯誤の時代だったらしく、一時は肩書きを「コメディアン」としていた。
- 個性的で独特な髪型は、自身でバリカンを用いて刈っていた。なおタコ社長以前は、本人曰く「流れるような長髪」であったという。
- 本物の社長のように分厚い財布を所持していたが、中身は全て千円札に両替していた。これは買い物の際に「一万円札だと、お店の人が釣り銭に困ると思うから」という気配りからだった。
- 再婚するまでの間は、息子達のために家事一切を受け持っていた。その事については「いゃあ、 お恥ずかしい…」と照れながら語っていた。
- 糖尿病を患って痩せてきた頃は、自ら「これじゃあ、イカ社長だよなぁ〜 」と言い、共演者に冗談で和ませていた。
- タコ社長と寅さんが取っ組み合いの喧嘩をするシーンについて「渥美清が相手だと全然痛くなかった。立ち回りの手加減の仕方が絶妙でしたよね」と語っていた。その一方で太宰は乱闘シーンが苦手であり、前田が後年語るところ「社長には本当に殴られた事もありましたけどね（笑）」とのこと。
- 渥美清が死去したという知らせを太宰は入院先の病院で知った。その報を聞いた太宰は、病室のベッドの上で唇を噛みしめて押し黙っていた。
- 山田洋次は太宰の死去について「体調が悪いことはかなり前から知っていました。何度も俳優を引退したいと申し出られたのを、引き留め、引き留め「男はつらいよ」シリーズ48作まで頑張ってもらいました。渥美清さんが亡くなってからはだれにも会おうとせず、見舞いも厳しく断っておられました。どのような思いで死を迎えられたのかを想像し、粛然と襟を正す思いです」とコメントしている[要出典]。
- 1977年10月8日から1979年7月7日まで、ニッポン放送で『タコ社長のマンモス歌謡ワイド』という番組でパーソナリティを務めた。
- 「タコ」というあだ名は、撮影中の渥美清から発せられたアドリブからである。
- 撮影所に家庭のプライベートな事は持ち込まず、息子を亡くした時もその事を周囲には一切言わなかったという。翌日、大声で笑わなければいけないシーンでは、堪えきれずに泣き崩れてしまった[6]。

## 出演作品

### テレビドラマ
- 新婚日記（1954年、NHK総合） ※ テレビ試験放送
- れれかんちゅん物語（1956年、日本テレビ）
- 喜劇（コメディ）日本意外史（1956年、日本テレビ）
- 花咲ける武士道（1957年、日本テレビ）
- 火星を買った男（1957年、日本テレビ）
- おいらの町（1957年、NHK総合）
- 月影剣法（1958年、日本テレビ）
- 勝海舟（1958年、日本テレビ）
- あんみつ姫（1958年、KR）
- ボッコちゃんと彼（1960年、KR）
- 雑草の歌（1960年、KR)
  - 第119回「社会復帰学校」
  - 第140回「小島のバク」
- 笑えば天国（1961年、フジテレビ）
- ある殺人 前編・後編（1961年、フジテレビ）
- スタイロールの犯罪（1961年、TBS）
- 能面の家（1962年、NET）
- お気に召すまま 第5回「幽霊会社」（1962年、NET）
- コメディ フランキーズ（1963年、TBS）
  - 第21回「新選組粗末記　前編」
  - 第22回「新選組粗末記  後編」
- 東京の昼と夜（1963年、NHK総合）
- 孤独の賭け（1963年、NET）
- いつか青空（1964年、TBS）
- ちゃっきり金太（1964年、日本テレビ）
- 特別機動捜査隊（NET / 東映）
  - 第150話「脅迫」（1964年）
  - 第220話「丙午」（1966年）
  - 第505話「あるアイディア」（1971年）
  - 第569話「大都会の詩」（1972年）
- 悪魔のようなすてきな奴（1964年、NET）
- 太閤記（1965年、NHK総合 大河ドラマ）
- アッちゃんシリーズ（日本テレビ / 国際放映）
  - アッちゃん（1965年）
  - 続アッちゃん（1965年）
  - 新アッちゃん（1966年）
- マダムと駅長（1965年、日本テレビ）
- アスファルトジャングル（1965年、NET）
- 悪の紋章（1965年、NET）
- オットいただき（1966年、NET）
  - 第7話「坊主まるもうけの巻」
  - 第8話「とらぬ狸の皮算用の巻」
- 愛妻くん 第8回「妻よ太陽のごとく」（1966年、TBS）
- 渥美清の泣いてたまるか （1967年5月7日 - 1968年3月17日、TBS / 国際放映）
  - 第44話「先生しごかれる」
  - 第53話「東京流れ者」
- 快獣ブースカ（1966年 - 1967年、日本テレビ / 円谷プロダクション）- ミー子の父
  - 第24話「ぼくは一等賞」
  - 第44話「チビッコ台風」
- コメットさん（1967年 - 1968年、TBS / 国際放映）- 塾の先生
- 日高川 第6回（1967年、TBS）
- でっかい青春 第38話「青春のキャンパス」（1968年、日本テレビ / 東宝）
- 素浪人 月影兵庫 第2シリーズ 第53話「顔に書き初め書いていた」（1968年、NET）
- 日本剣客伝 第3話「上泉伊勢守」（1968年、NET）
- どじょっこさん 第8話（1968年、ABC）
- 河童の三平 妖怪大作戦 第4話「黒髪魔女」（1968年、NET / 東映）
- 炎の青春 （1969年、日本テレビ / 東宝）- 中本医師（勇の父）
  - 第2話「ドンと来い!ヤングパワー」
  - 第10話 「我等のババゴン!!」
- 女殺し屋 花笠お竜 第6話「殺人街道に花が舞う」（1969年、東京12チャンネル）
- 青空に飛び出せ! 第25話「あゝ独立国！」（1969年、TBS / 国際放映）
- 湖畔の妖女（1969年、NET）
- 日本任侠伝 第3話「清水の小政」（1969年、NET）
- 江戸川乱歩シリーズ　明智小五郎 第15回「怪人二十面相 夜光人間」（1970年、東京12チャンネル / 東映）
- おれは男だ! 第36話「星の国から来たあいつ!」（1971年、日本テレビ / 松竹）
- 時間ですよ 第61回（1971年、TBS）
- 好き! すき!! 魔女先生 （1971年 - 1972年、ABC）- 竜村理事長（正夫の父)
  - 第7話「魔女テスト」
  - 第9話「月輪仮面の謎!」
  - 第15話「ムシ歯になった宇宙人」
  - 第16話「ゴキブリ父ちゃん!怪人レスラーもビックリ」
- すし屋のケンちゃん（1971年、TBS / 国際放映）
- 刑事くん 第1部 第25話「春遠がらし」（1972年、TBS / 東映）
- キイハンター 第213話「ずっこけスパイ ハレンチ大学」（1972年、TBS / 東映）
- 人造人間キカイダー 第16話「女ベニクラゲが三途の川へ招く」（1972年、NET / 東映）
- おこれ!男だ (1973年、日本テレビ) - ラーメン屋店主
- 夫婦日記 春の子守歌（1973年、日本テレビ）
- それぞれの秋 第2話（1973年、TBS）
- 顔で笑って （TBS / 大映テレビ）
  - 第3話（1973年）
  - 第23話（1974年）
- 東芝日曜劇場（HBC）
  - 九〇〇回記念 ふるさとシリーズ 幼なじみ（1974年、HBC）
  - 乙姫先生（1976年6月13日）- 鬼頭大八郎
- 北へ翔ぶ日（1979年、HBC）
- 伜（1979年、TBS）
- 高校教師 第23話「真夜中のカミナリ族」（1974年、東京12チャンネル / 東宝）
- ふたりは夫婦 第1回「食客いそうろう」（1974年、フジテレビ）
- 伝七捕物帳 第75話「酒は涙か花が散る」（1975年、日本テレビ / ユニオン映画）- 鶴吉
- 明日また（1975年、TBS）
- たんぽぽシリーズ（日本テレビ）
  - たんぽぽ2（1975年）
  - たんぽぽ3（1976年）
  - たんぽぽ4（1977年）
  - たんぽぽ5（1978年）
- わが美わしの友（1975年11月15日、NHK） - 易者
- あかんたれ 第191話（1976年、東海テレビ・フジテレビ系） - 警察署長
- パパは独身（1976年、TBS）
- 銭形平次 第554話「銭埋む！百三十五両」（1976年、フジテレビ）
- 明日の刑事 第48話「子殺しの子守唄」（1978年、TBS / 大映テレビ室）
- Gメン'75（TBS / 東映）
  - 第151話「覗き魔は猫背の男」（1978年）−ランドリーの店主
  - 第344話「真夜中の眼」（1982年）−松原クリーニング店主
- おはなちゃん繁昌記（1978年、テレビ朝日）
- 土曜ワイド劇場 下町探偵局・お手伝い志願（1978年、テレビ朝日）
- 道（1978年、TBS） - 高梨
- 俺はあばれはっちゃく 第14話「泳げ鯉のぼり○ヒ作戦」（1979年、テレビ朝日 / 国際放映) - 大熊先生
- 銀河テレビ小説 愛さずにはいられない（1980年、NHK総合）
- 花嫁の父（1981年、YTV）
- あこがれベビー（1981年、日本テレビ）
- 続・思えば遠くへ来たもんだ（1981年、TBS）
- 火曜サスペンス劇場 思い出さないで!!（1981、日本テレビ）
- 源さん（1983年、日本テレビ）
- 泉ピン子の がんばれ!ジャガーズ（1983年、フジテレビ）
- 月曜ドラマランド（フジテレビ）　 
  - ぐうたらママ1（1983年）　
  - ぐうたらママ2 またまた吹き荒れるドジ旋風 犬を飼ってはいけないと熊は言った?!（1983年）
  - ぐうたらママ3 ぐうたらママ怒る（1984年）　
  - さよなら!ぐうたらママ（1984年）
  - 結婚ゲーム（1985年、フジテレビ）
- 花王名人劇場 春風亭柳昇の与太郎戦記　ああ出征の巻（1983年、関西テレビ）
- 土曜ワイド劇場 大豪邸に残された嫁姑 銀座うしの時参り殺人 屋根の上を走るネグリジェ女（1984年、ABC）
- 昭和史ドラマシリーズ 円谷幸吉に勝った男（1984年、TBS）
- 輝きたいの（1984年、TBS）- 川倉社長
- 青い瞳の聖ライフ（1984年 - 1985年、フジテレビ）- 望月校長
- 月曜ワイド劇場 母になれない女・前夫、夫、情夫、3人の男に愛された女がなぜ赤ん坊を川に投げ捨てたか？ (1985年、テレビ朝日）
- 高円寺純情商店街（1990年、テレビ朝日）
- ドラマチック22 女房を上司に持つ夫（1991年、TBS）

### 映画
- 人生劇場 青春篇（1958年）
- 消えた私立探偵（1958年）
- 黒い花びら（1960年）
- 勇者のみ（1965年）
- 大工太平記（1965年）
- 花のお江戸の法界坊（1965年）
- あんま太平記（1965年）
- 愛の讃歌（1967年）
- みな殺しの霊歌（1968年）
- 「男はつらいよ」シリーズ（48作、1969年 - 1995年）
- 喜劇 男は愛敬（1970年）
- 家族（1970年）
- 経験（1970年）
- コント55号 水前寺清子の大勝負 (1970年)
- 誰かさんと誰かさんが全員集合!!（1970年）
- 喜劇 命のお値段（1971年）
- 喜劇 頑張らなくっちゃ!（1971年）
- セックス喜劇 鼻血ブー（1971年）
- 喜劇 大泥棒（1971年）
- 女子学園 おとなの遊び（1971年）
- 喜劇 泥棒大家族 天下を盗る（1972年）
- 喜劇 日本列島震度0（1973年）
- 温泉おさな芸者（1973年）
- 愛ってなんだろ（1973年）
- 喜劇 だましの仁義（1974年）
- 東京ド真ン中（1974年）
- ムツゴロウの結婚記（1974年）
- 晩歌（1976年）
- 若い人（1977年）
- 幸福の黄色いハンカチ（1977年）
- 春男の翔んだ空（1977年）
- イーハトーブの赤い屋根（1978年）
- 俺たちの交響楽（1979年）
- 青葉学園物語（1981年）
- 愛情物語（1984年）

### 劇場アニメ
- アラビアンナイト シンドバッドの冒険（1962年） - アブダラ
- くるみ割り人形（1979年） - 従隊長
- シュンマオ物語タオタオ（1981年） - 園長

### テレビアニメ
- 鉄腕アトム (アニメ第1作)（1965年、フジテレビ）

### 人形劇
- TV連続マリオネット テレビ天助（1955年 - 1956年、NHK総合）
- チロリン村とくるみの木（1956年、NHK総合） - ナンナンカボチャ
- ロボッタン （TBS、1961年） - 山羊の局長[7]

### 吹き替え
- ミステリーゾーン（1962年、TBS） - ベン（J・パット・オマリー）[8]
- 海底大戦争スティングレイ 危うし!マリンビル基地（1964年、フジテレビ） - ピカール
- スパイ大作戦 録音ワイヤーはどこだ（1967年、フジテレビ） - 貸しボート店主人

### ラジオ
- マイクの旅（NHKラジオ第2）[9] - マイクさん（初代）
- チャッカリ夫人とウッカリ夫人（1953年、ラジオ東京） - 大渡[10]
- 〜商売繁盛土曜リクエスト〜タコ社長のマンモス歌謡ワイド（1978年、ニッポン放送）

### CM
- 小林製薬「ポリグリップ」（1976年）
- 久光製薬「サロンパス」（1981年）
- ヤクルト本社「ミルミル」
- 日本IBM「AS/400」
- アマノ「タイムレコーダー」
- 辰馬本家酒造 黒松白鹿
- 中小企業庁（1982年）
- KSD（中小企業経営者福祉事業団）[11]
- 国鉄「ポートピア'81」
- カイゲン「改源」
- 大日本除虫菊 金鳥蚊取り線香
- 原ヘルス工業 バブルスター
- 洞爺パークホテル サンパレス

### その他
- ビデオ「ケンコウ宣言」（1988年、労働基準調査会）